# Lamutskoje
Lamutskoje (russisch Ламутско́е) ist ein Dorf (selo) im Autonomen Kreis der Tschuktschen (Russland) mit 173 Einwohnern (Stand 14. Oktober 2010).

## Geographie
Der Ort liegt unweit des rechten Ufers des Flusses Anadyr, unmittelbar oberhalb der Einmündung des rechten Zuflusses Großer Peledon (Bolschoi Peledon).
Lamutskoje gehört zum Rajon Anadyrski und befindet sich gut 400 km Luftlinie westnordwestlich des Kreis- und Rajonverwaltungszentrums Anadyr. Es ist Sitz und einzige Ortschaft der gleichnamigen Landgemeinde (selskoje posselenije).

## Geschichte
Das Dorf wurde 1940 im Rahmen der Sesshaftmachung der halbnomadisch vorwiegend Rentierhaltung betreibenden Urbevölkerung gegründet. Der Ortsname wurde von der früher üblichen russischen Bezeichnung Lamuten für die dort überwiegend ansässigen Ewenen abgeleitet.

## Verkehr
Lamutskoje besitzt einen kleinen Flughafen (ICAO-Code UHAL), über den regelmäßige Verbindung mit Anadyr besteht. Nach Anadyr führt auch eine Winterpiste entlang sowie teilweise auf dem Eis des Flusses Anadyr.